# Moto Guzzi V35
La Moto Guzzi V35 è una motocicletta prodotta in Italia dalla Moto Guzzi dal 1978 al 1992.
Allora alla guida del gruppo c'era l'industriale italo-argentino Alejandro de Tomaso. Proprio nel periodo di crisi della moto italiana, e nel nascente successo delle moto giapponesi, la Moto Guzzi V50 era una moto di quantità più che di qualità. Nonostante tutto ottenne buone vendite, e, visto che la cilindrata di 500 cm³ era penalizzata dai residui delle tassazioni del periodo dell'Austerity, fu deciso di ricavarne una versione de-tassabile ed inoltre anche adatta ai neo-patentati. Infatti, oltre alla proverbiale qualità del rispolverato disegno, ma di nuova progettazione del bicilindrico a V da 90° Guzzi di Lino Tonti, il telaio fu costruito in modo da poterne ricavare più versioni, suscitando così interesse da parte dei giovani, ma anche del resto, verso la quasi totale spersonalizzazione del veicolo.

## Elenco delle versioni
- V35 (77 - 79)
- V35 II (80 -85)
- V35 III (85)
- V35 C (82 - 85)
- V35 Falco (88)
- V35 Florida (87 - 92)
- V35 GT (87 - 90)
- V35 Imola (79 - 83)
- V35 Imola II (84 - 87)
- V35 Nevada (92 - 94)
- V35 NTX (87-89) / NTX 350) (90 - 91)
- V35 P.A. (94 - 97)
- V35 SP (82 - 85)
- V35 TT (84 - 86)
- (V40 Capri) versione derivata dalla Imola per il Giappone con cilindrata di 386,9 cm³

### Modelli
La versione conosciuta come V35 è una normale moto stradale, con le qualità standard (per l'epoca) di marcia cittadina. Era anche definita una turismo, perché non disdegnava i lunghi spostamenti. Fu prodotta in tre serie (le ultime due conosciute come V35 II e V35 III). La cilindrata rimase a 346 cm³. Essendo una moto di quantità fu molto diffusa (per l'epoca) tra neo-patentati e persone che, o non abbandonavano le case motociclistiche italiane, o il marchio specifico; era la moto per chi iniziava a guidare, o di chi voleva spostarsi senza spendere troppo o senza fronzoli inutili. La moto aveva impianto frenante Brembo e ammortizzatori Sebac (e, in un secondo tempo, Paioli). La II era praticamente costruita sul telaio della V65, mentre la III fu quasi completamente riprogettata e gli fu data una nuova forma, non più da caratteristica da stradale tipica delle V50/V65, ma la nuova forma della V75. Le tre serie furono prodotte del 1977 al 1985.
Quando in seguito fu messa in produzione la Guzzi V65, era disponibile la versione SP (sigla di molte versioni allora carenate in parte), essendo praticamente uguali i due tipi di motociclo, fu adattato anche alla versione di cilindrata minore, e fu prodotta dal 1982 al 1985 (serie II).
Altro modello derivato, senza sconvolgimenti telaistici, è quello di categoria custom/cruiser, cioè il mito immortale del motociclismo mondiale, che non mancava di fans neanche allora. Il V35 C (C di Custom appunto, anche se alcune scuole fanno risalire alla C l'iniziale della mitica California, cosa non inverosimile data la forma del serbatoio praticamente molto simili) aveva la seduta bassa e le padane lunghe, come su ogni custom che si rispetti. Il serbatoio affusolato (in luogo di quello squadrato montato di serie sulla normale) era simile a quello della California, che era ormai arrivata ad una cilindrata, per molti proibitiva, di 1000 cm³, la 350 fu una moto agile e comoda. Fu prodotta del 1982 al 1985.
Tuttavia la risposta Guzzi al tema del custom italiano fu la versione Florida, moto che cambierà le basi tecniche della moto italiana senza tradire i fondamenti del custom. Le pedane non erano tanto avanzate ma la sella era studiata per la posizione di guida tipica, tanto da disegnare un serbatoio molto più affusolato del Custom, con la parte finale oblunga.
Sorella minore della V65 Florida, era la versione economica anche in dotazioni; infatti, mentre la sorella di 650 cm³ aveva dotazioni di serie come borse e parabrezza, sulla V35 erano disponibili solo a pagamento. La produzione iniziò 1987 e durò fino al 1992 con questo nome. Particolare caratteristica del motore era il disegno sottoquadro, che però fu mantenuta solo per alcuni anni, dal Nevada fu ripreso il motore tradizionale da 346 cm³. Infatti dal 1992 al 1994, alla sigla V35 fu aggiunto il nome specifico di Nevada. Benché sia ancora una V35 sia di nome che di fatto, il secondo custom più venduto in Italia dal '92 fu conosciuto col solo nome di Guzzi Nevada, in produzione fino al 2016 col motore 750, sempre derivazione del classico bicilindrico Guzzi.
Neanche poi sull'altra sponda delle categorie motociclistiche, cioè quelle delle sportive, la V35 fu esente dalle derivazioni nel campo. Ricordiamo che in quegli anni era disponibile una Moto Guzzi di 850 cm³ targata Le Mans, proprio a ricordare la vittoriosa trasferta dell'azienda italiana nella pista francese. Quest'ultima fu creata rispolverando la grande e celeberrima galleria del vento di Mandello del Lario, vanto della casa, affinando le tecniche aerodinamiche, allora pressoché sconosciute ed inutilizzate in campo motociclistico. Con la stessa filosofia fu creata la versione Imola, sempre a ricordare una famosa pista, e successivamente la versione Imola II. La prima era in tutto e per tutto una moto sportiva, non eccessiva, che ricordava le linee della 850 LeMans II sempre su telaio V35 normale, mentre la seconda le linee della 850 LeMans III. Con l'entrata in produzione della V65 la casa, partendo dallo stesso telaio della "nuova" serie V35/V65, aggiunse serbatoio, puntale e semi-carena tutti volti a migliorare la aerodinamicità della moto, oltre ad un peso più contenuto. Meccanicamente il motore  subì grosse variazioni alle teste ed alla distribuzione, le prime ora non più piatte e con 4 valvole per cilindro che si rivelarono però piuttosto delicate. Questo determinò un certo incremento di potenza. Fu prodotta dal 1979 al 1987. Storia simile ha la V40 Capri, versione da esportazione per il Giappone, derivazione in tutto e per tutto (come tra l'altro lo era stato la V35 normale per la V50 prima, e la V65 poi) della Imola II. Unica variazione, per contrastare il mercato nipponico che non certo lacunava in quel campo, il motore di 400 cm³ appunto.
A queste due moto vanno fatto risalire anche le sorelle maggiori (anzi è lei la principale derivata da queste) V50 Monza e V65 Lario.
Anche se non proprio sportivissimo va ricordato il modello di categoria Gran Turismo. Il nome era Trentacinque GT, era una tipica turismo dell'epoca, con tanto di motore depotenziato. Dalla linea particolarmente squadrata ne esistono varie versioni, non tutte note come V35 (come neanche questo per altro) le moto furono: V35 GT, Trentacinque GT (simile alla Sessantacinque GT) e 350 GT. Furono prodotte dal 1987 al 1995, col susseguirsi di nomi e modifiche a tutti i modelli.
Altra categoria sono le cosiddette moto militari o per le forze di polizia, cui la Moto Guzzi ha fornito la storia dei reparti mobili delle forze dell'ordine. Come ancora oggi esiste l'allestimento di una versione P.A. (che sta a significare Pubbliche Amministrazioni), moto strettamente di serie per la maggior parte della meccanica, era rinforzata nel telaio per consentire il trasporto ed il montaggio di equipaggiamenti speciale, come ad es. la sirena, la radio e le borse di serie. La versione era in genere una carenata, molto simile al modello SP, di cui però non ha niente in comune. Le moto erano di serie verniciate in Bianco/Blu o solo in Azzurro tipico delle vetture della polizia di stato, anche se era possibile ordinarle con altre caratteristiche. Il periodo di produzione è incerto in quanto, anche dopo l'uscita ufficiale dal listino e dalla produzione della "titolare" V35, era disponibile l'allestimento P.A., che veniva accompagnato anche dall'ultima versione del 350 cm³.
Essendo derivata da una moto di piccola cilindrata, praticamente "utilitaria" e cittadina, essa era usata dalle pattuglie dei vigili urbani, ma anche dalla Polizia e dai Carabinieri. In genere veniva utilizzata per brevi tragitti dalla Polizia, più che per le vere e proprie pattuglie, dette Falchi, che preferivano avere moto più grandi di cilindrata quali l'850 ed il 1000, sempre Guzzi. 
Altro significato ha invece la Guzzi Falco del 1988, moto avveniristica, dalle caratteristiche "moderne", tanto da confondersi quasi con le Gran Turismo odierne. Tecnicamente aveva la testa Guzzi a 4 valvole ed un innovativo sistema di distribuzione ad assi a cammes in testa.
Altro campo in cui la Guzzi fu presente fu quello delle cross/enduro. Le versioni V35 furono chiamate: V35 NTX (nel 1990 350NTX) e V35 TT (TT sta per Tutto Terreno). Qui la Moto Guzzi modifica il telaio solamente all'altezza del canotto di sterzo che viene rinforzato mentre si provvede all'incremento dell'altezza da terra necessaria ai percorsi fuoristrada attraverso sospensioni posteriori più lunghe di circa 4 cm (prima marzocchi su TT, poi Wp su Ntx) ed attraverso l'adozione di  una forcella Marzocchi a perno avanzato aal'anteeriore del diamentro di 38mm (tt) e 40mm (ntx). La NTX fu costruita pensando alle maratone africane motociclistiche, mentre la TT per avere una moto Enduro che potesse anche essere usata sulle autostrade. Furono prodotte la prima, dal 1987 al 1991 (nell'ultimo anno 350NTX), mentre la  TT dal 1984 al 1986. Infatti si usa definire la più curata e "professionale", grazie anche all'esperienza maturata, NTX come rimpiazzo, non in negativo, della più turistica e stradale TT.

## Caratteristiche tecniche
Di seguito le specifiche fondamentali di ogni modello. Essendo tutti partiti dalla stessa base, è normale riscontrare somiglianze (piuttosto frequenti) tra le varie versioni. Ma essendo anche molto vasto anche il tempo di produzione in specifico per tutti i modelli, è sicuramente possibile incappare in potenze, caratteristiche ed accessori variabili. Sotto vi sono scritti le potenze ed i carburatori montati di serie alla prima presentazione del veicolo.
| Modello             | Potenza [CV] | Carburatore     |
| ------------------- | ------------ | --------------- |
| V35                 | 35           | VHB 24 F        |
| II                  | 35           | VHB 26 F        |
| III                 | 35           | VHBZ 26 F       |
| C                   | 35           | VHB 26 F        |
| Imola               | 36           | VHB 26 F        |
| Imola II            | 40           | PHBH 28 B       |
| Florida             | 35           | PHBH 26 B       |
| P.A.                | 34           | VHBZ 20 PHBH 28 |
| Nevada (350 Nevada) | 30           | PHBH 28 B       |
| NTX (350NTX)        | 30           | PHBH 28 B       |
| TT                  | 31           | VHB 26 F        |

Essendo bicilindrici i carburatori non erano uguali, ma erano speculari per ogni lato. Quindi alla fine del nome e del modello del carburatore vi è una lettera, si deve aggiungere la lettera S se s'intende Sinistro, e viceversa D se s'intende destro (ad es. FS/FD). Tutti i Carburatori sono stati forniti e prodotti dalla ditta Dell'Orto.